# Diamantastrild
Diamantastrild (Stagonopleura guttata) är en tätting som lever i sydöstra Australien från östcentrala Queensland till södra Victoria och sydöstra South Australia. Den minskar kraftigt i antal och kategoriseras som sårbar av IUCN.

## Utseende
Diamantastrilden blir ungefär 1tolv centimeter lång. Honan och hanen har ett svart streck ifrån ögat till näbben. Huvudet är grått, hakan och strupen är vita. Ryggen och vingarna är bruna, sidorna svart med vita prickar. Den har på den övre delen av bröstet ett brett svart band.

## Taxonomi
Arten tillhör en grupp i familjen astrilder som består av likaledes australiska släktena Heteromunia, Stagonopleura, Oreostruthus, Neochmia, Taenopygia, Poephila, Aidemosyne, Bathilda, Emblema och Stizoptera. Tidigare har den ofta placerats i släktet Emblema tillsammans med målad astrild (Emblema pictum) men placeras numera vanligtvis i släktet Stagonopleura (Reichenbach, 1850) tillsammans med arterna banditastrild (Stagonopleura bella) och rödkindad astrild (Stagonopleura oculata).

## Ekologi
Diamantastrilden återfinns i torra skogsområden, glest bevuxna skogar och trädgårdar. Den bildar under häckningssäsongen kolonier på ungefär 30 fåglar. Till bobygget används grässtrån, stjälkar, ax och rötter. De brukar inreda boet med fjädrar och fröull. De placerar boet i träd, gärna vid den undre delen av ett övergivet rovfågelsbo.
Diamantastrilden lägger fem till sex vita ägg som ruvas i ungefär tolv dagar. När ungarna kläckts matas de med insekter och frön. Ungarna lämnar boet när de är mellan 21 och 25 dagar gamla. Dess huvudföda är gräsfrön men äter även insekter. 

## Status och hot
Diamantastrilden har en relativt stor population som uppskattas till mellan 68 000 och 272 000 vuxna individer. Data visar dock att den har minskat kraftigt i antal de senaste tio åren till följd av habitatförstörelse och degradering. Internationella naturvårdsunionen IUCN kategoriserar den som sårbar (VU).

## Som burfågel
Diamantastrilden är en ganska bra och robust liten burfågel. På minussidan är att de har ganska lätt för att bli feta och att de kan vara skygga och vilda.

## Namn
Fågeln har på svenska även kallats diamantfink